# Орле (Лобезький повіт)
Орле (пол. Orle, нім. Haseleu) — село в Польщі, у гміні Радово-Мале Лобезького повіту Західнопоморського воєводства.
Населення — 154 особи (2011).
У 1975-1998 роках село належало до Щецинського воєводства.

## Демографія
Демографічна структура станом на 31 березня 2011 року:
|          | Загалом | Допрацездатний вік | Працездатний вік | Постпрацездатний вік |
| -------- | ------- | ------------------ | ---------------- | -------------------- |
| Чоловіки | 77      | 15                 | 58               | 4                    |
| Жінки    | 77      | 16                 | 50               | 11                   |
| Разом    | 154     | 31                 | 108              | 15                   |